# Isapoderus flavotinctus
Isapoderus flavotinctus es una especie de coleóptero de la familia Attelabidae.

## Distribución geográfica
Habita en Tanzania.